# Gmina Risti
Gmina Risti (est. Risti vald) – gmina wiejska w Estonii, w prowincji Lääne.
W skład gminy wchodzi:
- 1 okręg miejski: Risti
- 4 wsie: Jaakna, Kuijõe, Piirsalu, Rõuma.